# Mesochorus mirandae
Mesochorus mirandae là một loài tò vò trong họ Ichneumonidae.